# 시사포커스 경남
《시사포커스 경남》은 대한민국의 방송국 기독교경남방송의 라디오 채널 경남CBS 표준FM에서 평일 오후 5시 5분부터 오후 5시 30분까지 방송하는 라디오 프로그램이다.

## 같이 보기
- 경남CBS 표준FM
- 기독교경남방송